# (20037) Дьюк
(20037) Дьюк (лат. Duke) — астероид, относящийся к группе астероидов пересекающих орбиту Марса. Он был открыт 20 октября 1992 года американскими астрономами Кэролин Шумейкер и Юджином Шумейкером в Паломарской обсерватории и назван в честь американского планетолога Майкла Дьюка (англ. Michael B. Duke).

Орбита астероида Дьюк и его положение в Солнечной системе